# 濮上之战
濮上之战發生於前312年，是戰國時代秦國与齐国争霸的战争。

## 背景
前316年，燕国相子之獲得燕王噲讓位而主政；前314年，子之和太子平争权，战死数万军队，齐宣王派匡章以五都之兵、北地之众伐燕大胜，仅五十天就攻占燕国全境。
由於齐国的强大引起了诸侯的不满，为了缓解这种尴尬局面，齐、楚结盟攻打秦国，攻克了曲沃。秦国张仪遂入楚离间齐楚关系，楚怀王为获得张仪许诺的六百里土地，遣使入齐绝交。不久楚王得知上当后怒而攻秦，秦败楚于丹阳，斩首八万。此時楚国包围韩国的雍氏，齐、宋联合伐魏包围魏国境内的煮枣。秦王令樗里疾、到满带兵攻楚解雍氏围，并联合魏国對峙齐国。

## 经过
齐、宋联军与秦、魏、韩联军对峙于濮水。经过激战，齐军惨败，副将声子战死（一说被俘虏），匡章仅以身免。经此一役，齐国元气大伤，田盼和齐宣王商议向宋国赠送齐国的余粮，以换取宋国坚定立场。秦军令樗里疾助韓東征齊國、到滿助魏攻略燕地，最終幫助燕国民众得以赶走了入侵的齐军。
前311年，秦惠文王卒。秦武王即位，齐国、楚国、魏国、韩国、越国皆宾从于秦。